# Vidua purpurascens
Vidua purpurascens  (лат.) — вид птиц из семейства вдовушковых.

## Распространение
Обитают в сухих саваннах на территории Анголы, Ботсваны, Демократической Республики Конго, Кении, Малави, Мозамбика, ЮАР, Танзании, Замбии и Зимбабве.

## Описание
Длина тела 10—11 см. Вес 11,5—15,5 г. Брачное оперение самца чёрное с глянцевым отливом, хвост тёмно-коричневый.

## Биология
Питаются мелкими семенами трав, которые подбирают с земли. В Замбии, например, поедают семена Echinochloa colonum.
МСОП присвоил виду охранный статус LC. Местами эти птицы довольно обычны.